# Pałac Pokoju i Pojednania
Pałac Pokoju i Pojednania (kaz. Бейбітшілік пен келісім сарайы) – budynek w stolicy Kazachstanu, Astanie, w którego wnętrzu mieści się m.in. Kazachstański teatr operowy. Pałac został skonstruowany na polecenie prezydenta Kazachstanu Nursułtana Nazarbajewa z okazji organizacji III Kongresu Liderów Religii Światowych i Tradycyjnych, który odbywał się 1 do 2 lipca 2009 roku.
Został zaprojektowany przez angielskich architektów z firmy Foster and Partners oraz przez inżynierów z firmy Buro Happold. Podczas projektowania inżynierowie musieli uwzględnić także specjalne warunki panujące w Astanie, m.in.: wahania temperatury od -30 do 30 °C. Problem rozwiązano stosując odpowiednie połączenie stalowej konstrukcji piramidy z żelbetową podstawą, pozwalające na swobodne rozszerzanie się elementów. W celu zabezpieczenia budowli przed poziomym przesunięciem, na każdej ze ścian w jednym punkcie przesuw poziomy został zablokowany.
Patrząc na budynek można dostrzec, że składa się on z 5 „kondygnacji” trójkątów równobocznych, natomiast każdy bok trójkąta równy jest 12 m. W dolnej części znajdują się trzy piętra trójkątów, wykończone w kolorze ciemnego granitu, natomiast dwa górne rzędy trójkątów stanowią przeszklony wierzchołek, w którym znajduje się atrium. Na jego szczycie znajduje się witraż autorstwa brytyjskiego artysty Briana Clarke.
Obiekt został wybudowany kosztem 8,7 mld tenge kazachskich (około 58.000.000 dolarów) i otwarty pod koniec 2006 roku.